# سیارک ۶۴۳۴
سیارک ۶۴۳۴ (به انگلیسی: 6434 Jewitt، نامگذاری:1981OH) شش هزار و چهارصد و سی و چهارمین سیارک کشف شده‌است که در ۲۶ ژوئیه ۱۹۸۱ کشف شد.
قدر مطلق سیارک برابر ۱۴٫۰۰ است.